# Xantoconita
La xantoconita és un mineral de la classe dels sulfurs, i dins d'aquesta pertany al grup proustita de minerals. Va ser descoberta l'any 1840 a Freiberg (Saxònia). Rep el seu nom del grec xanthos, groc, i konis, pols.

## Característiques
La xantoconita és un arsenosulfur de plata, format mitjançant la unió química o íntima d'un sulfarsenit de plata amb un sulfarsenat del mateix metall, i molt poques vegades es presenta en cristalls aïllats. Quan ho fa apareix formant romboedres, en aquest cas ofereix dos exfoliacions bastant fàcils, clares i ben determinades, cristal·litzant en el sistema monoclínic. És de color marró vermellós. Els cristalls i les massa cristal·lines quan es troben en làmines primes deixen passar la llum, que en aquest cas presenta color blau ataronjat. És un mineral dimorf de la proustita.
Segons la classificació de Nickel-Strunz, la xantoconita pertany a «02.GA: nesosulfarsenats, nesosulfantimonats i nesosulfbismutits sense S addicional» juntament amb els següents minerals: proustita, pirargirita, pirostilpnita, samsonita, skinnerita, wittichenita, lapieita, mückeita, malyshevita, lisiguangita, aktashita, gruzdevita, nowackiita, laffittita, routhierita, stalderita, erniggliita, bournonita, seligmannita i součekita.

## Formació i jaciments
La xantoconita és un mineral de gènesi hidrotermal. Sol trobar-se associada a altres minerals com: acantita, arsènic, calcita, proustita o pirargirita. Als territoris de parla catalana se'n troba únicament a la mina Balcoll, a Falset (Priorat, Tarragona).